# Kap Leeuwin
Kap Leeuwin er det sydvestligeste punkt i Australien (ligger i staten Western Australia).
Enkelte små øer og klipper – St. Alouarn Øerne – strækker sig yderligere mod syd. Den nærmeste bebyggelse er byen Augusta med godt 1000 indbyggere.
I Australien betragtes Kap Leeuwin som det punkt hvor det Indiske Ocean møder Sydhavet, selvom de fleste lande samt den Internationale Hydrografiske Organisation mener at Sydhavet først starter syd for 60°S bredde.
Det tidligst kendte skib der har besøgt området er et nederlandsk skib Leeuwin (Løvinden), der kortlagde kystområdet i 1622. Forbjerget er opkaldt efter dette skib, af den britiske navigatør og kartograf Matthew Flinders i 1801. Flinders var den første der sejlede hele vejen rundt om Australien.
Bugten øst for det lille forbjerg – Flinders Bugt – er opkaldt efter Matthew Flinders selv.
Fyrtårnet er bygget af kalksten og opført i 1896. Det er 39 m højt, med base 59 m over havniveau, og blev betjent manuelt frem til 1982.
Området omkring fyrtårnet er naturpark og består af hede-landskaber og tykt krat, og er habitat for et stort antal plante- og fugle arter.